# Jan Juliusz Kosina

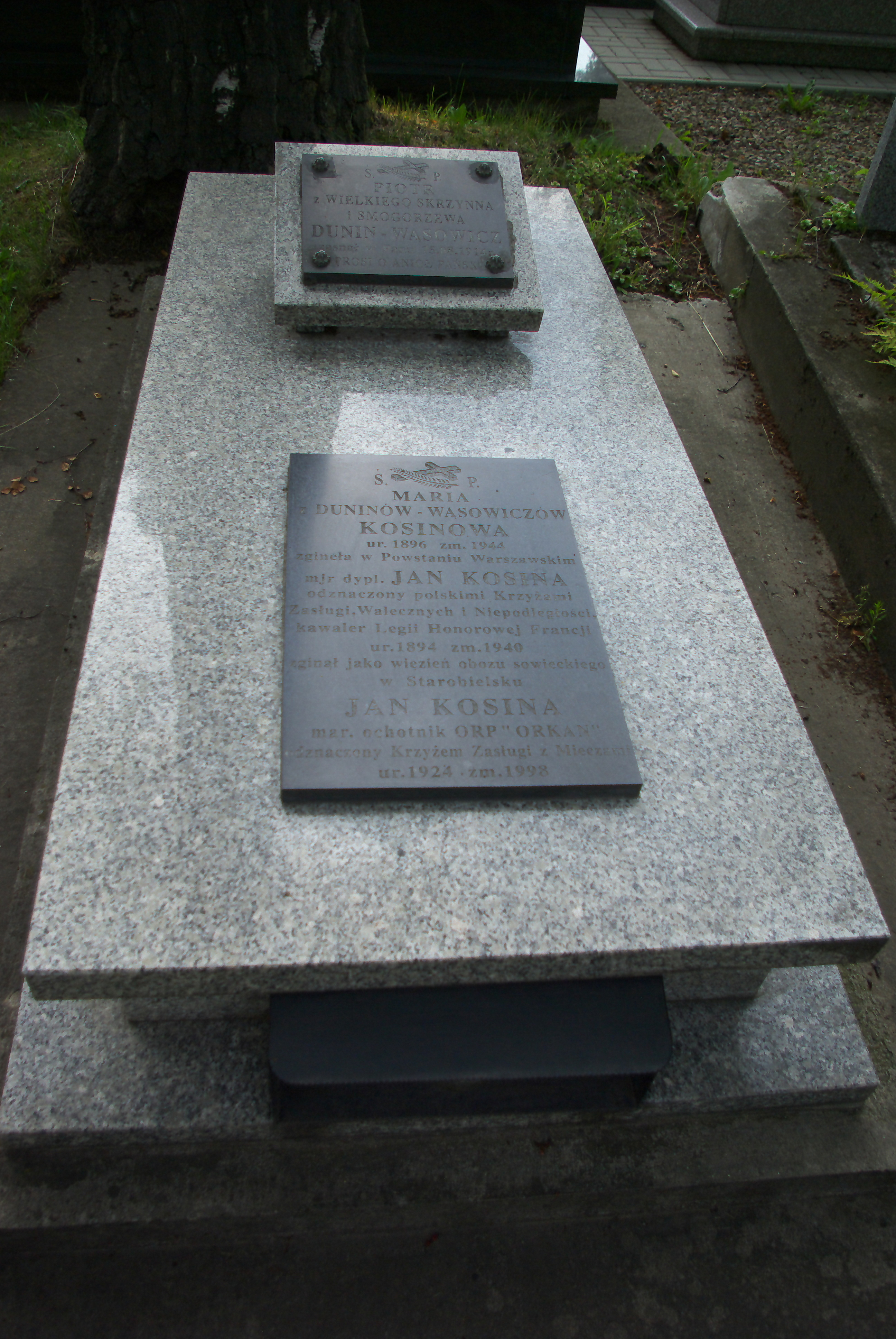
Nagrobek Piotra Dunina-Wąsowicza w Sanoku, w którym pochowano prochy Jana Juliusza Kosiny

Jan Juliusz Kazimierz Kosina (ur. 1924 w Bóbrce, zm. 28 czerwca 1998 w Kanadzie) – marynarz ochotnik podczas II wojny światowej.

## Życiorys
Protoplastą rodu Kosinów był XVII-wieczny czeski powstaniec, Jan Kozina. Dziadkiem Jana Juliusza byli inżynier leśnik Jan Maciej (1859-1943) i Paulina, z domu Girtler von Kleeborn (1862-1945).
Zgodnie z tradycją rodzinną w kolejnych pokoleniach rodu jeden z synów otrzymywał imię protoplasty Jana. Rodzicami Jana Juliusza byli mjr Jan Józef (1894-1940, oficer dyplomowany Wojska Polskiego, tłumacz, wykładowca, ofiara zbrodni katyńskiej) i Maria, z rodu Dunin-Wąsowiczów (1896-1944), zginęła podczas powstania warszawskiego, a jego wujami byli Stanisław (1896-1988, doktor praw, konsul), Andrzej (1898-1920, ofiara wojny polsko-bolszewickiej, kawaler Orderu Virtuti Militari), Piotr (1902-1939, zginął od bomby podczas kampanii wrześniowej), zaś ciotką Helena (1900-2000, nauczycielka języka polskiego, działaczka społeczna).
W okresie II Rzeczypospolitej rodzina Kosinów, w związku z pracą ojca, mieszkała w Rembertowie do 1929, następnie w Warszawie, wpierw przy ulicy Ursynowskiej 18, później przy ulicy Koszykowej 79A m. 49 (blok przy WSW) i przy ulicy Narbutta 3 m. 3 (willa).
Jan Juliusz ukończył szkołę powszechną w Warszawie, po czym wstąpił do Korpusu Kadetów we Lwowie, gdzie uczęszczał do Gimnazjum i Liceum „Przyszłość”. W czerwcu 1939 ukończył III klasę gimnazjum.
Po wybuchu II wojny światowej i agresji ZSRR na Polskę wstąpił do oddziału Związku Strzeleckiego, po czym przedostał się za granicę na Węgry, następnie przez Jugosławię trafił do Marsylii. Dzięki wstawiennictwu, jakie udzielił mu płk Andrzej Marecki (przed wojną był asystentem jego ojca, który był wykładowcą taktyki w Centrum Wyszkolenia Piechoty w Rembertowie), został przyjęty do Gimnazjum Polskiego w Paryżu, a po upadku Francji do Gimnazjum Polskiego w Londynie. Następnie zrezygnował z nauki i w wieku 16 lat wstąpił jako marynarz-ochotnik do marynarki wojennej. Jego służba trwała od 22 lutego 1941 do 6 grudnia 1945 na okrętach RP na Oceanie Atlantyckim. W tym czasie, od listopada 1942 do 8 października 1943 służył na polskim niszczycielu ORP „Orkan” eskortującym konwoje z Halifaksu do Murmańska. W tym okresie, po śmierci Władysława Sikorskiego, brał udział w przetransportowaniu zwłok generała 10 lipca 1943 do Plymouth w Anglii na pokładzie „Orkana”, stojąc na warcie przy trumnie. Był jednym z uratowanych członków załogi po zatopieniu tego okrętu 8 października 1943. Następnie służył na lądzie.
Po zakończeniu wojny zamieszkał w Kanadzie. Zmarł 28 czerwca 1998 w Kanadzie, a jego prochy zostały sprowadzone do Polski przez brata Pawła Piotra Andrzeja (1927-2013) i 14 maja 1999 pochowane przy egzekwiach odprawionych przez ks. Adama Sudoła w grobie dziadka ojca Marii, Piotra Dunina-Wąsowicza, znajdującym się na Cmentarzu Centralnym w Sanoku. Na tej mogile zostało także umieszczone symboliczne upamiętnienie rodziców (Jana Józefa i Marii), którzy nie mają swoich oficjalnych pochówków.

## Ordery i odznaczenia
- Krzyż Zasługi z Mieczami
- Medal Morski
- Gwiazda Atlantyku
- Gwiazda za Wojnę 1939–1945
- Medal Wojny 1939–1945